# Sophie Dändliker-von Wurstemberger

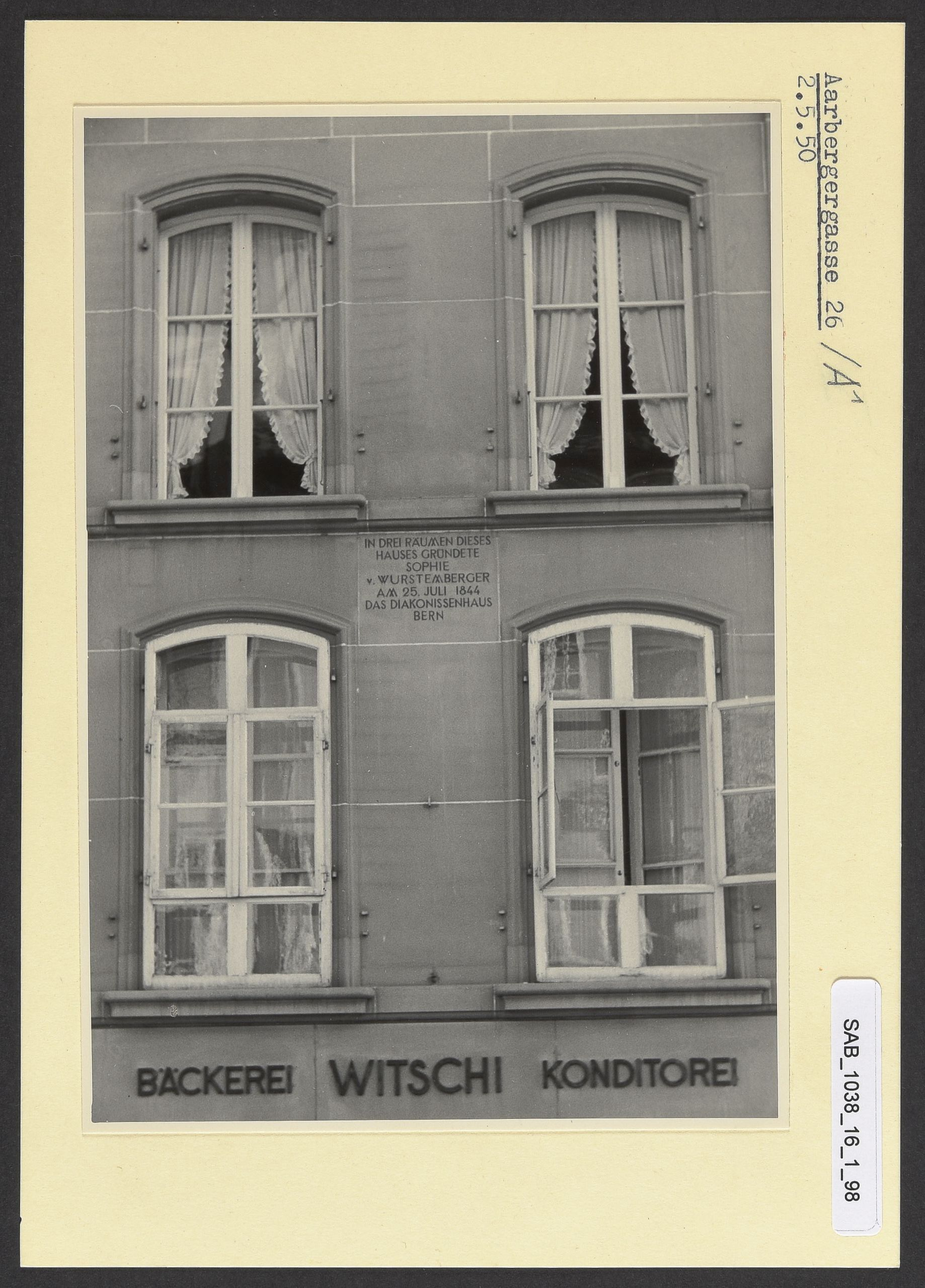
Aarbergergasse 26, Erste Krankenstuben ab 1845

Sophie Dändliker-von Wurstemberger (* 30. September 1809 in Bern; † 17. April 1878 ebenda; heimatberechtigt in Hombrechtikon und Bern) war eine Schweizer Gründerin des Diakonissenhauses Bern aus dem Kanton Bern.

## Leben
Sophie Dändliker-von Wurstemberger war eine Tochter von Johann Ludwig Wurstemberger. Im Jahr 1855 heiratete sie Johann Friedrich Dändliker. Sie wuchs in einem patrizischen Elternhaus auf. Schon als Jugendliche fühlte sie sich zum Pietismus hingezogen. Im Jahr 1836 gründete sie einen Unterstützungsverein für bedürftige Kranke. Nach dem Besuch des Diakonissenhauses von Kaiserswerth (Düsseldorf) errichtete Dändliker im Jahr 1844 eine Krankenstube in einer Berner Mietwohnung. Dort bildete sie ab 1845 Diakonissen aus. Ab 1860 leitete sie das Diakonissenhaus gemeinsam mit ihrem Ehemann. Nach ihrem Tod liess er in Bern das Salem-Spital erbauen.